# ISO 3166-2:LR
کد ISO 3166-2:LR بخشی از استاندارد ایزو ۳۱۶۶ برای کشور لیبریا است که توسط سازمان بین‌المللی استانداردسازی ISO تنظیم شده‌است این سازمان، کدهای استاندارد را برای تقسیمات کشوری (ایالتها یا استانهای) کشورهای فهرست شده در استاندارد ایزو ۳۱۶۶-۱ تعریف می‌کند.
هر کد شامل دو بخش می‌گردد که توسط علامت - جدا می‌گردند.
- بخش نخست LR که در ایزو ۳۱۶۶-۱ آلفا-۲ کد کشور لیبریا است.
- بخش دوم شامل یک یا دو یا سه حرف است که بیان‌کننده استان یا ایالت کشور لیبریا می‌باشد.

## کدها
| کدها  | شهرستان                 |
| ----- | ----------------------- |
| LR-BM | Bomi County             |
| LR-BG | Bong County             |
| LR-GP | Gbarpolu County         |
| LR-GB | Grand Bassa County      |
| LR-CM | Grand Cape Mount County |
| LR-GG | Grand Gedeh County      |
| LR-GK | Grand Kru County        |
| LR-LO | Lofa County             |
| LR-MG | Margibi County          |
| LR-MY | Maryland County         |
| LR-MO | Montserrado County      |
| LR-NI | Nimba County            |
| LR-RI | Rivercess County        |
| LR-RG | River Gee County        |
| LR-SI | Sinoe County            |